# Alicja Kuczyńska (psycholożka)
Alicja Kuczyńska – polska psycholog, dr hab. nauk humanistycznych, profesor uczelni Instytutu Psychologii Wydziału Pedagogiki, Psychologii i Socjologii Uniwersytetu Zielonogórskiego.

## Życiorys
7 maja 1986 obroniła pracę doktorską Koncepcje życia seksualnego i ich klasyfikacje w aspekcie klinicznym, 17 lutego 2000 habilitowała się na podstawie pracy zatytułowanej Sposób na bliski związek. Zachowania wiążące w procesie kształtowania się i utrzymania więzi w bliskich związkach. Została zatrudniona na stanowisku profesora nadzwyczajnego w Instytucie Psychologii na Wydziale Nauk Historycznych i Pedagogicznych Uniwersytetu Wrocławskiego.
Jest profesorem uczelni Instytutu Psychologii Wydziału Pedagogiki, Psychologii i Socjologii Uniwersytetu Zielonogórskiego.